# Histoires courtes de Gil Jourdan
Pour un article plus général, voir Gil Jourdan.

## Les Vacances de Crouton
Dixième histoire de la série Gil Jourdan de Maurice Tillieux. Elle est publiée pour la première fois dans le journal Spirou no 1368 (1964).

## La Bouteille
Seizième histoire de la série Gil Jourdan de Maurice Tillieux. Elle est publiée pour la première fois dans le journal Spirou no 1601 (1968).

## La Maison du mystère
Dix-septième histoire de la série Gil Jourdan de Maurice Tillieux. Elle est publiée pour la première fois dans le journal Spirou no 1615 (1969).

## Les Santons
Vingtième histoire de la série Gil Jourdan de Maurice Tillieux et Gos. Elle est publiée pour la première fois dans le journal Spirou no 1706 (1970).

## Coup d'éclat
Vingt-et-unième histoire de la série Gil Jourdan de Maurice Tillieux et Gos. Elle est publiée pour la première fois dans le journal Spirou no 1714 (1971).

## Queue de Cerise: l'homme au pull blanc
Vingt-troisième histoire de la série Gil Jourdan de Maurice Tillieux et Gos. Elle est publiée pour la première fois dans le journal Spirou no 1747 (1971).

### Synopsis
Tandis que son patron Jourdan et son collègue Libellule sont occupés sur d'autres enquêtes, Queue de Cerise doit s'occuper de la protection de Fredo Manzini, un ancien directeur de cirque, qui a reçu des menaces de mort. Régulièrement interrompue dans son bureau par un artiste lui demandant de rechercher ses puces savantes, elle part chez Manzini pour veiller au grain.
Là-bas, elle et Manzini restent en contact par talkie-walkie, afin que la détective puisse explorer la propriété de son client tout en restant à l'écoute. Un employé des Eaux fait des réparations sur l'alimentation donnant vers la maison : il demande à Manzini d'ouvrir un robinet pour tester l'arrivée d'eau. Pendant que l'ex-directeur attend près du robinet ouvert, Queue de Cerise découvre que les réparations ont en fait relié le circuit d'eau à l'arrivée du gaz, répandant peu à peu celui-ci à l'intérieur de la maison. Au moment où elle s'apprête à prévenir Manzini, celui-ci lui annonce par radio être pris de démangeaisons insupportables, au point d'enlever ses vêtements.
Queue de Cerise n'a pas le temps de l'en dissuader : Manzini, surnommé « l'homme au pull blanc », porte sur lui un pull synthétique. Les petites décharges provoquées par le déshabillage enflamment le gaz et font exploser la pièce, tuant Manzini. L'employé des Eaux, Léon Canone, se livre peu après à la police, et passe aux aveux devant Crouton et Queue de Cerise : Manzini avait tué indirectement sa sœur, acrobate, la faisant monter sur scène alors qu'elle était malade, provoquant un accident mortel. Ayant volé les puces savantes, il les introduit chez Manzini après avoir ouvert le gaz : les puces, habituées à se nourrir sur leur dresseur, s'étaient ruées sur le premier être vivant présent, provoquant les démangeaisons mortelles...

## La Rue perdue
Vingt-cinquième histoire de la série Gil Jourdan de Maurice Tillieux. Elle est publiée pour la première fois dans le journal Super Tintin no 1 (1978).

### Synopsis
Paris, 1953. Un ami Noir de Gil Jourdan lui fait part d'une plaisanterie de mauvais goût, faite à son encontre : quelqu'un a placé au-dessus de la porte de son appartement une lame de guillotine. Il soupçonne un de ses voisins, qui habite comme lui rue Maître-Albert. Gil et son camarade s'introduisent chez le voisin, et découvrent que celui-ci est passionné par la comtesse du Barry, collectionnant les œuvres d'art la rappelant. Ils trouvent aussi un tableau ancien d'un Noir ressemblant de façon marquante à l'ami de Gil.
Gil, grâce à sa culture, comprend que ce tableau représente Zamor, page de la Du Barry, qui selon Jourdan l'a trahie et dénoncée au Comité de salut public, entraînant son emprisonnement et son exécution. Zamor habitait lui aussi rue Maître-Albert (autrefois, rue Perdue) et le voisin, dans sa dévotion envers la Du Barry, pris l'ami de Gil pour cible d'une vengeance tardive. Un avertissement ferme au voisin de la part du détective et l'affaire est bouclée.